# Processo a Nicolae ed Elena Ceaușescu
Il processo a Nicolae ed Elena Ceaușescu si tenne il 25 dicembre 1989 e fu giudicato dal Tribunale militare eccezionale, una corte marziale istituita su richiesta del Consiglio del Fronte di Salvezza Nazionale, nuovo organo di potere impostosi all'indomani della rivoluzione romena del 1989. Il tribunale decretò la colpevolezza e la condanna a morte dell'ex presidente della Romania e segretario generale del Partito Comunista Rumeno, Nicolae Ceaușescu, e della moglie Elena Ceaușescu. L'esecuzione avvenne subito dopo la sentenza.
Il principale capo d'imputazione fu quello di genocidio, per la presunta morte di 60.000 persone a Timișoara durante la rivoluzione. Il conto delle vittime, in realtà, fu di gran lunga inferiore e pari a non più di diverse centinaia. Le accuse, tuttavia, non furono verificate, poiché il verdetto era stato già stabilito prima del processo. Nella mattina precedente il procedimento legale, infatti, il generale Victor Stănculescu aveva selezionato uno squadrone di paracadutisti per realizzare la fucilazione e aveva stabilito il luogo in cui sarebbe avvenuta l'esecuzione.
Nicolae Ceașescu si rifiutò di riconoscere il tribunale, sottolineandone la mancanza di validità costituzionale, e reclamando che le autorità rivoluzionarie erano parte di una cospirazione ordita dall'Unione Sovietica.

## L'arresto
Il 22 dicembre 1989 nel corso della rivoluzione rumena, Nicolae ed Elena Ceașescu abbandonarono in elicottero il palazzo del comitato centrale del Partito Comunista Rumeno di Bucarest in compagnia dei loro stretti collaboratori Emil Bobu e Manea Mănescu, dirigendosi verso la località di Snagov, dalla quale partirono poco dopo alla volta di Pitești. Con loro vi erano due membri della Securitate (Florian Raț e Marian Rusu), assieme al copilota Mihai Ștefan e al meccanico di bordo Stelian Drăgoi. Dopo circa 45 minuti il pilota dell'elicottero Vasile Maluțan affermò di non poter proseguire il viaggio perché a rischio di essere abbattuto dalla contraerea a causa della chiusura dello spazio aereo della Romania, cosicché effettuò un atterraggio d'emergenza sulla strada tra Bucarest e Târgoviște nei pressi di Gaești. La coppia, quindi, bloccò l'automobile condotta dal dottor Nicolae Decă, che li accompagnò a Văcărești e avvertì le autorità locali delle intenzioni di fuga dei Ceașescu verso Târgoviște.
Il dittatore e la moglie, quindi, fermarono un altro automobilista, Nicolae Petrișor, per continuare il tragitto verso il capoluogo del distretto di Dâmbovița. Durante il percorso i Ceaușescu sentirono alla radio le ultime notizie riguardanti la rivoluzione e denunciarono il tentativo di un colpo di stato. Petrișor portò la coppia a un istituto agrario vicino Târgoviște, dove furono rinchiusi in un ufficio e più tardi arrestati dai soldati della caserma locale.

## Istituzione del tribunale
Una volta informate dell'arresto da parte del generale Andrei Kemenici, comandante della caserma 01417 in cui si trovavano i Ceaușescu, le autorità si interrogarono su cosa fare successivamente.
Il generale Victor Stănculescu, l'ultimo ministro della difesa di Ceaușescu prima del suo passaggio dalla parte dei rivoluzionari, desiderava una rapida esecuzione, posizione condivisa anche dal membro del Consiglio del Fronte di Salvezza Nazionale (CFSN) Gelu Voican Voiculescu. Ion Iliescu, presidente del CFSN, sosteneva la necessità della celebrazione almeno di un processo.
La sera del 24 dicembre 1989, Stănculescu inviò a Kemenici il codice segreto che si riferiva all'esecuzione della coppia. Tramite decreto del CFSN, quindi, fu istituito un Tribunale militare eccezionale composto da dieci membri, tutti giudici appartenenti alle forze armate. Quale presidente della corte fu nominato il colonnello Gică Popa (poi suicidatosi il 1º marzo 1990 a seguito di una crisi depressiva), mentre il procuratore che conduceva l'accusa fu Dan Voinea. La corte era composta, inoltre, da Ioan Nistor, Daniel Condrea, Corneliu Sorescu e Ion Zamfir; gli spettatori erano Trifan Matenciuc, Mugurel Florescu con i rappresentanti del Consiglio del Fronte di Salvezza Nazionale Victor Stănculescu, Gelu Voican Voiculescu e Virgil Măgureanu. Il segretario era Jan Tănase e il cameraman, che documentò l'intero processo con una videocamera Panasonic M7, il colonnello Ion Baiu.

## Capi d'accusa
I capi d'accusa furono pubblicati sulla gazzetta ufficiale (Monitorul oficial) il giorno successivo all'esecuzione. Questi erano:
- Genocidio di 60.000 persone.
- Sovversione del potere statale con l'organizzazione di azioni armate contro il popolo e il potere statale.
- Offesa e distruzione della proprietà pubblica con la distruzione e il danneggiamento di alcuni edifici, esplosioni in città ecc.
- Compromissione dell'economia nazionale.
- Tentativo di fuga dal paese con i fondi di oltre un miliardo di dollari depositati in banche all'estero.

## Difesa
Il Consiglio del Fronte di Salvezza Nazionale indicò come difensori dei Ceaușescu gli avvocati Constantin Lucescu e Nicu Teodorescu che, recatisi a Târgoviște, ebbero a disposizione solamente dieci minuti per consultarsi con gli imputati. Per sfuggire alla condanna, Teodorescu suggerì alla coppia di chiedere l'infermità mentale, ma entrambi si rifiutarono e considerarono oltraggiosa la proposta.

## Processo
Il processo fu breve e durò approssimativamente un'ora. Ceaușescu si difese sostenendo che il tribunale non rispettava la Costituzione del 1965 e che solo la Grande Assemblea Nazionale aveva il potere di destituirlo. Suggerì anche che la rivoluzione era un colpo di Stato organizzato dai sovietici. Durante il processo, Ceaușescu espresse alla moglie la convinzione che sarebbero stati assolti.
Nicolae ed Elena Ceaușescu furono condannati per tutti i capi d'accusa, malgrado l'assenza di prove. A un certo punto dell'udienza gli avvocati abbandonarono la difesa e si unirono ai procuratori, favorendone la condanna a morte.
Vi furono numerose irregolarità:
- Il processo si tenne senza indagini precedenti[18].
- Gli imputati non furono sottoposti a perizia psichiatrica, come richiesto dalla legge[18].
- Non fu permesso agli imputati di scegliere i propri avvocati difensori[18].
- L'accusa di genocidio non fu mai provata. Successivamente quattro collaboratori dei Ceaușescu nel 1990 ammisero la complicità in genocidio[3].
- Nessun fascicolo d'inchiesta fu presentato alla corte[19].
- I Ceaușescu furono accusati di possedere un miliardo di dollari in conti esteri, ma tali fondi non furono mai trovati[11].
- Nicolae Ceaușescu si rifiutò di riconoscere il tribunale, motivo per il quale uno degli avvocati difensori suggerì che non sarebbe stato presentato un appello[11].
- Il verdetto dei giudici permetteva il ricorso alla Corte suprema, ma la coppia fu fucilata pochi minuti dopo il pronunciamento della sentenza, rendendo tale previsione inapplicabile[11][18].
- Il decreto per l'istituzione del tribunale fu firmato dal leader del CFSN Ion Iliescu, che non aveva il potere legale per farlo[20].
- La legge rumena proibiva l'esecuzione di una condanna a morte meno di dieci giorni dopo la sentenza[1]. Dopo la fucilazione dei Ceaușescu la Romania abolì la pena capitale[21].
- I leader della rivoluzione sostenevano che l'eliminazione dei Ceaușescu era necessaria per fermare gli attacchi terroristici in atto contro le nuove istituzioni, ma non fu rilevata alcuna prova dell'esistenza di supposte cellule terroristiche fedeli al dittatore[22].
- In un primo momento Iliescu non avrebbe voluto eseguire la condanna immediatamente e sosteneva l'idea di un processo da tenersi dopo alcune settimane[23]. Il generale Stănculescu, però, insistette su una rapida esecuzione, considerata un imperativo perché l'esercito riconoscesse l'autorità del Consiglio del Fronte di Salvezza Nazionale[1]. Dopo un dibattito durato alcune ore, Iliescu acconsentì alla richiesta di Stănculescu e firmò il decreto per l'istituzione del tribunale[1].

## Esecuzione
Alla fine del processo Nicolae Ceaușescu dichiarò «Avremmo potuto essere fucilati senza questa messinscena» e citò gli ultimi due versi del futuro inno nazionale romeno: Murim mai bine-n luptă, cu glorie deplină, decât să fim sclavi iarăși în vechiul nost'pământ, «Meglio morire in lotta, con gloria piena, che restare schiavi nella nostra antica terra».
I Ceaușescu vennero fucilati subito dopo il processo, alle 16:00 del 25 dicembre 1989. L'esecuzione fu realizzata da un plotone d'élite del reggimento paracadutisti e composto dal capitano Ionel Boeru, dal sergente maggiore Georghin Octavian e dal sergente Dorin Marian Cârlan, mentre un altro centinaio di soldati si era offerto come volontario. La coppia fu legata per le mani. L'esecuzione prevedeva due fucilazioni separate, ma di fronte alla richiesta formulata da Elena di morire assieme al marito («Împreună am luptat, împreună murim», «Insieme abbiamo lottato, insieme moriamo»), il plotone decise di giustiziarli contemporaneamente. Di fronte al plotone Elena Ceaușescu avrebbe gridato «Andate all'inferno!», mentre Nicolae avrebbe cantato L'internazionale.
Il plotone cominciò a sparare appena i due si trovarono in posizione contro il muro: Boeru sparò un totale di tre raffiche colpendo rispettivamente alle ginocchia e al torace dell'ex-dittatore, uccidendolo subitaneamente, e l'ultima raffica la puntò invece verso Elena, che crollò alla sua destra crivellata di proiettili. Cârlan si dimenticò di cambiare il suo fucile in modalità automatica ed esplose un solo colpo, mentre Gheorghiu sparò anch'egli un singolo proiettile poco tempo dopo.
L'esecuzione avvenne troppo rapidamente perché potesse essere ripresa dal colonnello Ion Baiu, assegnato dal generale Stănculescu alla registrazione del processo; inoltre, mentre i coniugi Ceaușescu venivano condotti all'esecuzione, uno dei soldati staccò involontariamente con un piede il cavo di alimentazione della telecamera Panasonic M7, interrompendo il filmato; questo riprese circa un minuto dopo, registrando solamente la parte finale dell'esecuzione. Le immagini del processo vennero trasmesse in Romania nella stessa giornata e in numerosi paesi occidentali due giorni dopo l'esecuzione.
Nel 1990, un membro del Consiglio del Fronte di Salvezza Nazionale affermò che sui corpi dei Ceaușescu erano stati rinvenuti 120 proiettili.
Nel 1989 il Primo ministro Petre Roman rivelò alla televisione francese che l'esecuzione era stata realizzata rapidamente a causa delle voci di un possibile attacco da parte delle forze fedeli al regime per liberare la coppia. 
I corpi vennero sepolti il 30 dicembre 1989 presso il cimitero di Ghencea di Bucarest. Nel 2010 si procedette alla loro esumazione per l'identificazione.

## Reazioni
Valentin Ceaușescu, il figlio maggiore del dittatore, nel 2009 affermò che i rivoluzionari avrebbero dovuto uccidere i suoi genitori al momento del loro arresto del 22 dicembre, visto che nessun vero processo era necessario. Dopo vari commenti vaghi sull'accaduto, Ion Iliescu affermò che era «vergognoso, ma necessario». Nel 2009 Stănculescu disse alla BBC che il processo era «non giusto, ma necessario», poiché l'alternativa sarebbe stata il linciaggio di Ceaușescu nelle strade di Bucarest.
Diversi paesi criticarono le nuove istituzioni della Romania per via dell'assenza di un processo pubblico, tra i quali gli Stati Uniti.